# スタインバーグ
スタインバーグ（ドイツ語：Steinberg Media Technologies GmbH）は、ドイツのソフトウェア会社である。MIDIシーケンスソフト、DAWソフト、ソフトウェア・シンセサイザーを主力製品としている。また、オーディオドライバに関する規格のASIOや、音楽ソフトウェアに関するプラグイン規格のVSTを策定している。2005年にヤマハの子会社となった。

## 歴史
- 1983年 マンフレッド・リューラップとカール“チャーリー”スタインバーグ（ユダヤ系）が出合う。
- 1984年 スタインバーグがドイツハンブルクに設立。
- 1985年 「PRO16」シーケンサーソフトを発表。コモドール64用
- 1986年 「PRO24」シーケンサーソフトを発表。同年、日本でも発売。
- 1989年 Cubase 1.0 Atariを発売。日本での代理店はナニワ楽器（後のカメオインタラクティブ）
- 1990年 Cubase for Macintoshが発売。
- 1991年 Cubase Audioが登場。
- 1992年 Windows版Cubaseが登場。
- 1996年 Cubase VST for Mac3.0がリリース。MIDIトラック無制限、Audio x24
- 1997年 Cubase VST for Win3.5がリリース。ASIO搭載。
- 1998年 Cubase VST/24が発表。24bit/96kHzの時代へ。
- 1999年 VST2.0が発表。ASIOも2.0へと進化。
- 2000年 Nuendoが発売。Cubase VST 5.0を発表。
- 2001年 ソフトウェア・サンプラー HALionを発表
- 2002年 Cubase SX/SLを発表。Cubasis VST 2.0 for Macを発表。
- 2003年 ビデオ編集システム製造・販売のピナクル社がスタインバーグを買収。同社傘下となる。SX2を発表。
- 2004年 ヤマハとSTUDIO CONNECTIONSを共同開発。Cubase SX3を発売。
- 2005年 ヤマハがピナクルからスタインバーグを買収。スタインバーグはヤマハの100％子会社となる。
- 2006年 Cubase 4、Cubase Studio 4を発売。同社の提唱する「VST3」を実装。
- 2008年 Cubase Essential 4を発売。新オーディオエンジンを搭載した総てのグレードが揃う。
- 2009年 Cubase 5、Cubase Studio 5を発売。Windows Vista 64bitに正式対応。
- 2011年 Cubase 6、Cubase Artist 6、Cubase Elements 6を発売。Mac OS X 10.6 Snow Leopard 64bitに正式対応。
- 2012年 Cubase 7を発売。
- 2014年 Cubase 8を発売。
- 2016年 Cubase 9を発売。
- 2018年 Cubase 10を発売。

## ソフトウェア
- Cubase
- Nuendo
- WaveLab
- Dorico

### ソフトウェア・サンプラー
- HALion
- HALion Sonic
- Absolute
- The Grand
- Groove Agent

## ハードウェア

### オーディオインターフェイス
- UR28M
- UR824
- MR816CSX / MR816X
- CI2+ / CI2 / CI1

### MIDIコントローラー
- CMCシリーズ
- CC121